# (2857) NOT
(2857) NOT est un astéroïde de la ceinture principale.

## Description
(2857) NOT est un astéroïde de la ceinture principale. Il fut découvert le 17 février 1942 à Turku par Liisi Oterma. Il présente une orbite caractérisée par un demi-grand axe de 2,40 UA, une excentricité de 0,09 et une inclinaison de 5,7° par rapport à l'écliptique.

## Compléments